# Eustomias filifer
Eustomias filifer es una especie de pez de la familia Stomiidae en el orden de los Stomiiformes.

## Morfología
• Los machos pueden llegar alcanzar los 23,2 cm de longitud total.

## Hábitat
Es un pez de mar y de aguas profundas.

## Distribución geográfica
Se encuentra en el  Atlántico oriental (desde Gibraltar hasta Guinea y desde Namibia hasta Sudáfrica) y al  Atlántico occidental (desde los Estados Unidos hasta el Golfo de México y, también, al Brasil y entre 13 ° N-8 ° N).